# Kronika (film)
Kronika (Chronicle) – amerykański film sci-fi w konwencji found footage z 2012 roku w reżyserii Joshua Trank. Za scenariusz odpowiadał Max Landis. W rolach głównych wystąpili Dane DeHaan, Michael B. Jordan, Michael Kelly.

## Fabuła
Andrew, Matt i Steve to typowe nastolatki. Spędzają czas z przyjaciółmi, odkrywają siebie. Mają swoje wady. Przytrafia im się jednak coś, czego żaden człowiek nie jest w stanie zrozumieć. Odkrywają, że mają nadprzyrodzone moce. Są jak superbohaterzy komiksów. Mogą niemal wszystko. Przesuwać przedmioty, zgniatać auta jakby były papierkiem. Po jakimś czasie przestaje to być zabawne.

## Obsada
- Dane DeHaan jako Andrew Detmer
- Michael B. Jordan jako Steve Montgomery
- Alex Russell jako Matt Garetty
- Michael Kelly jako Richard Detmer
- Ashley Hinshaw jako Casey Letter
- Anna Wood jako Monica
- Joe Vaz jako Michael Ernesto

## Sprzedaż
Do 5 lutego 2012 roku, film zarobił 22.000.000 dolarów w Ameryce Północnej i 12.800.000 dolarów, w innych obszarach, a na całym świecie łącznie 34.800.000 dolarów.
Kronika w dniu premiery zadebiutowała w ok. 3.000 kinach w Stanach Zjednoczonych.